# Euroregion Bałtyk
Euroregion Bałtyk (ERB) – zinstytucjonalizowana forma współpracy transgranicznej w południowo-wschodniej części regionu Morza Bałtyckiego, obejmującą osiem regionów z Danii, Litwy, Łotwy, Polski, Rosji i Szwecji. ERB był pierwszym euroregionem, który do formalnej współpracy włączył partnera z Federacji Rosyjskiej. Od początku istnienia celem ERB była poprawa warunków życia ludzi zamieszkujących jego obszar, promocja kontaktów i współpracy społeczności lokalnych oraz zrównoważony rozwój regionu. Partnerami ERB są regiony zarówno starych, jak i nowych państw członkowskich Unii Europejskiej oraz obwód królewiecki z Rosji, dzięki czemu Euroregion stanowi skuteczną sieć kontaktów i powiązań ponad granicami, przyczyniając się do promocji dialogu politycznego i reform oraz zrównoważonego rozwoju społeczno-gospodarczego, wzmacniając tym samym demokrację lokalną i wspierając bezpośrednie kontakty społeczności obywatelskich. We współpracę w ramach ERB aktywnie zaangażowane są zarówno władze lokalne i regionalne, instytucje sektora publicznego i prywatnego, jak i organizacje pozarządowe. Euroregion Bałtyk w 2016 roku został wpisany na listę UNESCO.

## Historia

### Utworzenie Euroregionu Bałtyk
Idea utworzenia Euroregionu Bałtyk rozwijała się od połowy lat 90. XX wieku wśród lokalnych polityków i przedsiębiorców południowo-wschodniej Szwecji i północno-wschodniej Polski. Prace organizacyjne rozpoczęto w czasie międzynarodowej konferencji, odbywającej się w dniach 28 lutego – 1 marca 1997 r. w Malborku, na której powołany został Komitet Organizacyjny. Zadaniem Komitetu było stworzenie fundamentów przyszłego Euroregionu, pod roboczą nazwą „Jantar”, która później została zmieniona na „Bałtyk”, aby podkreślić wspólne dziedzictwo kulturowe i historyczne, jak również położenie geograficzne regionów członkowskich. Wkrótce powołano Stowarzyszenie Gmin RP Euroregionu Bałtyk (zebranie założycielskie odbyło się 17 listopada 1997 r.) co ułatwiło zorganizowanie międzynarodowej struktury przyszłego Euroregionu. Ostatecznie, po wielu konsultacjach, 22 lutego 1998 r. w Malborku podpisano Umowę o Utworzeniu Euroregionu Bałtyk, którą sygnowali reprezentanci regionów z 6 krajów: hrabstwa Bornholm (Dania), miasta i regionu Liepaja (Łotwa), obwodu Kłajpedy oraz miast Kłajpeda, Palanga i Neringa, a także gmin rejonowych Kłajpeda, Kretynga, Situle i Skoudas (Litwa), Stowarzyszenia Gmin RP Euroregionu Bałtyk, województw elbląskiego, gdańskiego, olsztyńskiego i słupskiego (Polska), Stowarzyszenia Gmin Obwodu Królewieckiego (Rosja), Stowarzyszenia Władz Lokalnych Blekinge, Rady Hrabstwa Blekinge i Rady Administracyjnej Hrabstwa Blekinge oraz Stowarzyszenia Władz Lokalnych Hrabstwa Kronoberg i Rady Hrabstwa Kronoberg (Szwecja).

### Współpraca transgraniczna
Euroregion Bałtyk znany jest z angażowania we współpracę transgraniczną obywateli, polityków, partnerów gospodarczych i społecznych oraz instytucji kulturalnych i edukacyjnych. Transgraniczna aktywność Euroregionu znalazła uznanie na poziomie rządowym – w latach 1999–2006 Euroregionowi powierzono zarządzanie Funduszem Małych Projektów w ramach Phare Credo i Phare CBC. W ramach Funduszu zrealizowano ponad 216 projektów, w których udział brali partnerzy z 10 krajów. Projekty wspierały m.in. małe i średnie przedsiębiorstwa, instytucje edukacyjne, wymianę młodzieży, imprezy kulturalne i sportowe czy organizację konferencji, seminariów i szkoleń na łączną kwotę ponad 6 mln euro.
W latach 2002–2005 w ramach programu INTERREG IIIB BSR zrealizowany został projekt Seagull devERB. Budżet projektu wynosił 3,2 mln euro (1,3 mln z Europejskiego Funduszu Rozwoju Regionalnego). Rezultatem projektu było wypracowanie długofalowej strategii rozwoju opartej na czterech strategicznych obszarach priorytetowych: rozwoju społecznym i gospodarczym, wdrażaniu polityk UE w zakresie ochrony środowiska i promocji odnawialnych źródeł energii, poprawie infrastruktury w celu zapewnienia lepszego dostępu do transeuropejskich sieci transportowych. Wspólny Program Rozwoju korespondował z odnowioną strategią lizbońską oraz ustanowionymi 31 maja 2005 r. na szczycie w Sankt Petersburgu 4 wspólnymi przestrzeniami wzajemnej współpracy między Unią Europejską i Rosją (gospodarcza; wolności, sprawiedliwości i bezpieczeństwa; bezpieczeństwa międzynarodowego oraz badań naukowych, edukacji i kultury).
W latach 2005–2007 prace w ramach ERB skupiały się głównie na wzmacnianiu jego struktur instytucjonalnych poprzez realizację projektu Seagull II, również w ramach Programu Sąsiedztwa Interreg III B BSR. Całkowity budżet projektu wynosił 0,6 mln euro, w tym 0,5 mln dofinansowania z EFRR i programu Tacis. W skład tworzonych w ramach projektu Grup Roboczych powołanych dla realizacji konkretnych zadań Wspólnego Programu Rozwoju wchodzili reprezentanci władz lokalnych i regionalnych, instytucji eksperckich, wyższych uczelni i organizacji pozarządowych. Trzy z Grup Roboczych wypracowały projekty, których aplikacje złożono w 2009 r. w drugiej rundzie aplikacyjnej do Programu Współpracy Transgranicznej Południowy Bałtyk. Aktualnie realizowane są projekty: DISKE przygotowany przez Grupę Roboczą ds. MŚP i Innowacji, MOMENT przygotowany przez GR ds. Wody oraz LED przygotowany przez GR ds. Energii.
Wsparcie z Programu Południowy Bałtyk otrzymała również utworzona w 2008 r. Rada Młodzieżowa Euroregionu Bałtyk, która złożyła aplikację projektu Yc3 – Youth Cooperation and Communication (Transgraniczna Współpraca i Komunikacja Młodzieży), w ramach którego młodzi ludzie z regionów członkowskich ERB tworzą platformę współpracy i wymiany poglądów oraz pracują nad propozycjami rozwiązań w politykach lokalnych, regionalnych i krajowych w kwestiach dotyczących młodzieży takich jak: mobilność studentów i programy wymian, przedsiębiorczość młodzieży, zrównoważony rozwój itp.
W latach 2002–2006 regionalna administracja Bornholmu zarządzała Funduszem Trójstronnej Współpracy Transgranicznej z budżetem 1 141 000 euro, w ramach którego wdrożono 35 projektów realizowanych przez partnerów z Bornholmu z Danii, województwa warmińsko-mazurskiego z Polski i obwodu królewieckiego Federacji Rosyjskiej.
W 2009 r. partnerzy z obszaru ERB zyskali możliwość finansowania małych projektów z Norweskiego Mechanizmu Finansowego poprzez „Fundusz Małych Grantów Transgranicznych i Międzyregionalnych” zarządzany przez Stowarzyszenie Gmin RP Euroregionu Bałtyk. Zrealizowano 85 projektów, które uzyskały dofinansowanie w wysokości ponad 1,8 mln euro. Celem projektów była poprawa funkcjonowania administracji samorządowej, wspieranie inicjatyw społecznych, transfer wiedzy z regionów bardziej do słabiej rozwiniętych, promowanie rozwoju lokalnego i regionalnego oraz rozwój komunikacji i systemów wymiany informacji. Obszar geograficzny Funduszu obejmował kraje Europejskiego Obszaru Gospodarczego i EFTA, obwód królewiecki FR, Ukrainę oraz Białoruś.
Od marca 2010 r. Euroregion Bałtyk jest partnerem projektu Capacity Building Project, który jest aktualnie realizowany w ramach Programu Współpracy Transgranicznej Południowy Bałtyk. Celem projektu jest pomoc dla potencjalnych beneficjentów Programu, zwłaszcza dla samorządów lokalnych i małych organizacji pozarządowych, w przygotowaniu i realizacji projektów transgranicznych. Projekt oferuje bezpłatne usługi takie jak szkolenia w zakresie przygotowywania projektów, warsztaty transgraniczne i indywidualne konsultacje. W ramach projektu Euroregion odpowiada głównie za promocję i rozpowszechnianie informacji o podejmowanych działaniach.
Z biegiem lat Euroregion Bałtyk stał się również ważną platformą polityczną, która prowadzi efektywną działalność lobbingową w instytucjach unijnych oraz na poziomie krajowym i regionalnym. W rezultacie podejmowanych działań ERB przyjął szereg rezolucji i wspólnych stanowisk dotyczących istotnych kwestii takich jak: europejska polityka spójności, polityka morska, ochrona środowiska czy infrastruktura transportowa. Co więcej, Euroregion był również aktywny podczas przygotowywania Strategii Unii Europejskiej dla Regionu Morza Bałtyckiego oraz UE 2020, uczestniczy w ich wdrażaniu.

### Strategia Unii Europejskiej dla Regionu Morza Bałtyckiego
Unijna Strategia dla Regionu Morza Bałtyckiego (RMB) ma szczególne znaczenie dla Euroregionu Bałtyk, który od samego początku wspierał tworzenie tej makroregionalnej strategii na rzecz rozwoju tego obszaru. Podczas serii seminariów i warsztatów organizowanych przez Euroregion Bałtyk interesariusze współpracy bałtyckiej mieli okazję zaprezentowania swoich opinii na temat dokumentu i przedyskutowania jego głównych elementów. Pierwsza konferencja zorganizowana przez Euroregion na temat Strategii Bałtyckiej, w której udział wzięli przedstawiciele Parlamentu Europejskiego, rządu Szwecji, Dyrekcji Generalnej ds. Polityki Regionalnej, Komitetu Regionów, Bałtyckiego Forum Rozwoju (BDF), sieci ScanBalt, Komisji Helsińskiej oraz Stowarzyszenia Izb Handlowych Morza Bałtyckiego (BCCA), odbyła się 11 czerwca 2008 r. w Brukseli. Uczestnicy mieli okazję dokładnie zapoznać się z założeniami, przedstawić swój punkt widzenia oraz wnieść swój wkład do tworzonego w tamtym czasie dokumentu. 20 listopada 2008 r. Rada Euroregionu Bałtyk przyjęła stanowisko w sprawie Strategii UE dla RMB, popierające jej główne cele i obszary działań. 7 października 2009 r. Euroregion zorganizował w Brukseli kolejne seminarium na temat Strategii, podczas którego przedstawiciele regionów i organizacji bałtyckich (Konferencji Współpracy Subregionalnej Państw Morza Bałtyckiego BSSSC, Konferencji Morskich Regionów Peryferyjnych CPMR, Związku Miast Bałtyckich UBC, B7 i BDF) dyskutowali kluczowe kwestie takie jak zaangażowanie władz lokalnych i regionalnych, niezbędne źródła finansowania oraz potrzebę włączenia istniejących programów transgranicznych i międzyregionalnych w proces jej wdrażania. W rezultacie tego seminarium w grudniu 2009 r. powstało wspólne stanowisko wszystkich sześciu organizacji w sprawie Strategii, które zostało następnie przesłane Danucie Hübner, Komisarz UE ds. Polityki Regionalnej.

### Strategiczny przegląd współpracy ERB
W 2010 r. w rezultacie zmian strukturalnych, które zaszły w społeczeństwach europejskich na różnych poziomach i w różny sposób wpływały na współpracę w ramach Euroregionu Bałtyk, został przeprowadzony proces strategicznego przeglądu współpracy. W konsekwencji reform regionalnych zmieniły się struktury organizacyjne, rola i zakres kompetencji. Takie zmiany miały miejsce w Danii, Polsce, Rosji oraz częściowo Szwecji, aktualnie trwa reforma administracyjna na Litwie. Poza tym, po rozszerzeniu Unii w 2004 r., znacznie zmienił się również zakres tematyczny współpracy definiowanej przez polityki unijne. Inne zewnętrzne aspekty, które miały wpływ na pracę w Euroregionie to stworzenie programu Innterreg IVA dla Południowego Bałtyku 2007–2013 (którego zakres geograficzny częściowo pokrywa się z obszarem ERB), przyjęcie regulacji unijnych dotyczących tworzenia Europejskich Ugrupowań Współpracy Terytorialnej (EUWT) oraz unijnej strategii dla Regionu Morza Bałtyckiego, która z założenia ma znacząco wpływać na współpracę w całym makroregionie w tym w Euroregionie Bałtyk.
Głównym celem przeglądu współpracy było wypracowanie strategii dla ERB do roku 2020, zweryfikowanie zakresu i priorytetów współpracy oraz zaplanowanie działań zmierzających do ich osiągnięcia. Strategia zakłada wizję ERB jako organizacji z jasno ustalonymi priorytetami, silnymi instytucjami i solidnym wsparciem finansowym. Celem tej Agendy Euroregion Bałtyk 2020 jest, skorzystanie z wcześniejszych pozytywnych doświadczeń i ułatwienie wejścia w nową fazę współpracy, w której Euroregion stanie się dynamicznym narzędziem wspierającym wspólne inicjatywy podejmowane przez jego członków oraz wzmocnienie politycznego wpływu współpracy transgranicznej w Regionie Morza Bałtyckiego. Aby wdrożyć powyższe cele, Strategia skupia się na trzech obszarach, które pozwolą na wypracowanie wspólnego podejścia do współpracy w ramach ERB. Pierwszy obszar strategiczny to działalność lobbingowa, która ma wzmocnić rolę Euroregionu jako platformy lobbingowej wobec Unii Europejskiej oraz zwiększyć jego wpływ na kształtowanie się unijnych polityk takich jak polityka spójności, Strategia Unii Europejskiej dla Regionu Morza Bałtyckiego, Strategia: „Europa 2020”, TEN-T, polityka rozwoju obszarów wiejskich, współpraca UE z Rosją i Partnerstwo Wschodnie. Drugi obszar strategiczny zakłada szereg działań, które zwiększą wartość dodaną współpracy dzięki utworzeniu sieci współpracy, obejmującej różnorodnych partnerów. W ramach tego obszaru ERB będzie również koordynował wdrażanie Wspólnego Programu Rozwoju, osiągnięcie priorytetów instytucjonalnych i rozwój platform wspierających inne formy współpracy. Trzeci obszar strategiczny to wymiana, doświadczeń, informacji, dobrych praktyk, która poprzez wspólne działanie lokalnych polityków, decydentów, ekspertów i praktyków doprowadzi do pogłębienia kontaktów i wzmocni współpracę pomiędzy regionami członkowskimi ERB.

## Organizacje członkowskie
Obecnie do Euroregionu Bałtyk należy osiem regionów z pięciu państw.
| Region                          | Kraj    | Powierzchnia (km²) | Populacja | PKB (MEUR) | Bezrobocie (%) | PPP na mieszkańca (%) |
| ------------------------------- | ------- | ------------------ | --------- | ---------- | -------------- | --------------------- |
| Blekinge                        | Szwecja | 2947               | 151 900   | 4958       | 5,9            | 110,9                 |
| Bornholm                        | Dania   | 588                | 42 913    | 1331       | 9,0            | 90,3                  |
| Kalmar                          | Szwecja | 11 219             | 233 834   | 7113       | 5,6            | 103,2                 |
| Obwód królewiecki               | Rosja   | 15 125             | 937 353   | 4054       | 10,7           | —                     |
| Okręg kłajpedzki                | Litwa   | 5209               | 378 843   | 3280       | 7,2            | 60,6                  |
| województwo pomorskie           | Polska  | 18 293             | 2 210 920 | 17 727     | 6,4            | 54                    |
| Kronoberg                       | Szwecja | 8467               | 180 787   | 6094       | 4,7            | 106,7                 |
| województwo warmińsko-mazurskie | Polska  | 24 192             | 1 426 155 | 8657       | 8,5            | 41                    |

## Struktura organizacyjna

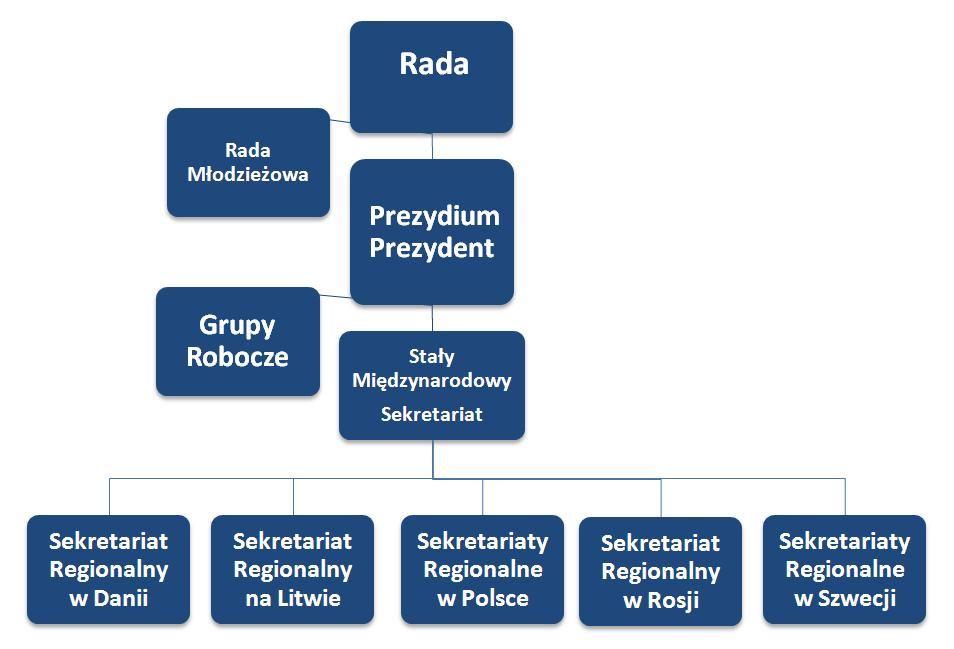
Struktura organizacyjna ERB przed reformą w roku 2010

W konsekwencji przeprowadzenia procesu weryfikacji priorytetów współpracy również struktura organizacyjna ERB została wyraźnie zreformowana, dzięki czemu możliwe będzie wdrażanie Agendy ERB 2020. Podjęto decyzję o rozwiązaniu Rady Euroregionu, która przez ponad 12 lat była najwyższym ciałem decyzyjnym. Na podstawie wcześniej obowiązującego Statutu w skład Rady wchodziło do ośmiu członków wybranych przez każdą ze stron Umowy oraz wszyscy członkowie Rady Młodzieżowej. Rada spotykała się dwa razy w roku, a decyzje były podejmowane na zasadzie konsensusu. Oprócz rozwiązania Rady regiony zdecydowały zrezygnować z Grup Roboczych i zastąpić je Zespołami Zadaniowymi powoływanymi ad hoc do rozwiązywania konkretnych spraw i problemów. Obecnie w ERB działają cztery Zespoły Zadaniowe. Rezultatem wprowadzenia zmian organizacyjnych w strukturze ERB jest większa elastyczność działania, efektywniejsze i szybsze podejmowanie decyzji oraz zdolność do wdrażania działań strategicznych.

### Prezydium

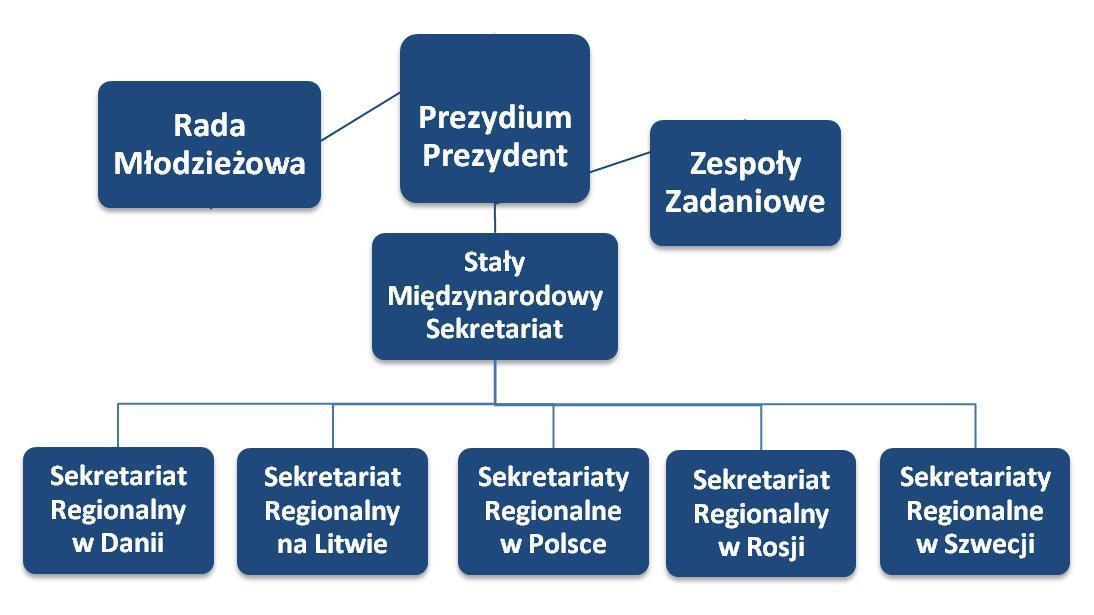
Obecna struktura organizacyjna ERB

Od 29 października 2010 r. Prezydium jest najwyższym organem decyzyjnym Euroregionu Bałtyk. Tego dnia zatwierdzone zostały zmiany w Statucie, zgodnie z którymi w skład Prezydium wchodzi do 2 reprezentantów – możliwie najwyższego szczebla politycznego i jeden stały zastępca z każdego z regionów członkowskich, oraz Przewodniczący Rady Młodzieżowej. Posiedzenia Prezydium mogą być zwyczajne i nadzwyczajne. O ile Prezydium nie zadecyduje inaczej, spotkania prowadzone są w języku angielskim i mają charakter otwarty. Posiedzenia zwyczajne, zwoływane przez Prezydenta ERB, odbywają się co najmniej trzy razy do roku. Posiedzenia nadzwyczajne są zwoływane na wniosek Prezydium w dowolnym uzgodnionym czasie. Prezydium podejmuje decyzje na zasadzie konsensusu, przy czym każda z organizacji członkowskich dysponuje jednym głosem. Jeden głos ma również Przewodniczący Rady Młodzieżowej. Do kompetencji Prezydium należy inicjowanie i zatwierdzanie zmian w Statucie; przygotowywanie i zatwierdzanie programów długofalowych, dwuletnich planów działań i innych dokumentów strategicznych; przygotowywanie, podejmowanie i wdrażanie rezolucji, wspólnych stanowisk i opinii. Prezydium dokonuje wyboru prezydenta i wiceprezydenta; zatwierdza roczne raporty z prezydencji; zatwierdza roczne raporty z działalności merytorycznej i finansowej Stałego Międzynarodowego Sekretariatu i Rady Młodzieżowej. Prezydium podejmuje decyzje o rozszerzeniu terytorialnym organizacji oraz zatwierdza rezygnację z członkostwa w ERB. Powołuje Zespoły Zadaniowe i przyznaje tytuły Członków Honorowych Euroregionu Bałtyk.
Z inicjatywy Prezydium organizowane jest Doroczne Forum Interesariuszy ERB. Ideą Forum jest stworzenie platformy ułatwiającej dialog pomiędzy partnerami z krajów członkowskich. Forum to przestrzeń do zaprezentowania opinii i interesów wszystkich interesariuszy ERB takich jak: organizacje członkowskie czy społeczności i władze lokalne, jak również głosów z zewnątrz ERB (przedstawicieli innych organizacji, wiodących polityków, wysokich rangą urzędników, przedstawicieli szczebla krajowego i UE oraz ekspertów i praktyków współpracy terytorialnej). Głównym celem Forum jest przedyskutowanie ważnych kwestii dotyczących współpracy w ramach Euroregionu Bałtyk, w szczególności związanych z Unią Europejską, Regionem Morza Bałtyckiego czy stosunkami UE – Rosja. Forum wypracowuje ogólne rekomendacje i pomysły na współpracę w ramach ERB, z których Prezydium może korzystać w swoich pracach.

### Prezydent
Prezydent Euroregionu Bałtyk przewodniczy posiedzeniom Prezydium i jest najwyższym reprezentantem Euroregionu. Prezydent działa w imieniu Euroregionu i reprezentuje go w kontaktach zewnętrznych. Jako Przewodniczący Prezydium jest wspierany przez Stały Międzynarodowy Sekretariat i regionalne sekretariaty ERB. Kadencje prezydenta i wiceprezydenta trwają rok, a funkcje te są sprawowane kolejno przez przedstawicieli wszystkich strony (krajów) Euroregionu, kandydatów rekomendują poszczególne strony, a ostatecznie zatwierdza Prezydium ERB.
Kalendarz prezydencji w nadchodzących latach:
- 2012 – prezydencja szwedzka, wiceprezydencja duńska
- 2013 – prezydencja duńska, wiceprezydencja litewska
- 2014 – prezydencja litewska, wiceprezydencja polska
- 2015 – prezydencja polska, wiceprezydencja rosyjska
- 2016 – prezydencja rosyjska, wiceprezydencja szwedzka
- 2017 – prezydencja szwedzka, wiceprezydencja duńska
- 2018 – prezydencja duńska, wiceprezydencja litewska
- 2019 – prezydencja litewska, wiceprezydencja polska
- 2020 – prezydencja polska, wiceprezydencja rosyjska[30]

### Rada Młodzieżowa
Euroregion Bałtyk od zawsze wspierał współpracę młodzieży. Podejmował wiele inicjatyw dotyczących dzieci i młodzieży, np. w zakresie edukacji i wymiany młodzieży, wśród których wymienić należy konkurs „Od morza jesteśmy”, młodzieżowe obozy ekologiczne, „Igrzyska Młodzieżowe Euroregionu Bałtyk”, młodzieżowe projekty filmowe, Zielone Szkoły i zawody hokejowe. Również dla większości organizacji członkowskich Euroregionu transgraniczna współpraca młodzieży jest ważnym elementem współpracy międzynarodowej. Konsekwencją realizowanych wcześniej działań było podjęcie decyzji o stworzeniu w ramach ERB struktury, która w ułatwiłaby przyszłą współpracę młodzieży i zapewniła jej stabilność organizacyjną.
W dniach 20–21 kwietnia 2007 r. w Elblągu zorganizowano Konferencję Młodzieży ERB, która zgromadziła 80 młodych uczestników z duńskich, litewskich, polskich, rosyjskich i szwedzkich regionów Euroregionu Bałtyk. Jej głównym celem było zinstytucjonalizowanie współpracy młodzieżowej w ramach ERB. Uczestnicy konferencji pracowali na trzech równoległych warsztatach: Środowisko, Dialog Międzykulturowy i Demokracja. Sukcesem konferencji była decyzja o ustanowieniu Rady Młodzieżowej – nowej struktury w ramach ERB – podjęta 6 grudnia 2007 r. przez Radę Euroregionu Bałtyk. Zadania Rady Młodzieżowej to promowanie i wspieranie współpracy młodzieży w Euroregionie Bałtyk. Członkowie Rady (osoby w wieku 16–25 lat), reprezentanci wszystkich organizacji członkowskich Euroregionu Bałtyk biorą czynny udział w podejmowaniu decyzji w ERB.
Strukturę organizacyjną Rady Młodzieżowej określa Statut ERB. W skład Rady wchodzi jeden reprezentant każdej z organizacji członkowskich Euroregionu Bałtyk. Rada Młodzieżowa spośród swoich członków wybiera na roczna kadencję przewodniczącego i jego zastępcę przez konsensus, przy frekwencji wyższej 50%. Rada Młodzieżowa wpisuje swoje działania w Dwuletni Plan Działań oraz składa Prezydium ERB sprawozdania finansowe i merytoryczne. Przewodniczący Rady Młodzieżowej jest członkiem Prezydium z prawem głosu.
Inauguracja prac Rady Młodzieżowej miała miejsce 22 lutego 2008 r. w Elblągu, kiedy jej członkowie po raz pierwszy uczestniczyli w posiedzeniu Rady Euroregionu Bałtyk. 23 lutego 2008 r. odbyło się pierwsze oficjalne spotkanie Rady Młodzieżowej, podczas którego wybrana została pierwsza przewodnicząca Rady – Anna Grazova z Królewca. W czasie kolejnych, internetowych spotkań wypracowano plan działań, przedłożony Prezydium ERB, które na posiedzeniu w Svenie (Bornholm), 25 kwietnia 2008 r. ostatecznie go zatwierdziło. Plan działań definiował następującą wizję rozwoju współpracy młodzieżowej w ramach ERB:
W 2015 roku Euroregion Bałtyk będzie regionem, w którym młodzież jest ważną i integralną częścią współpracy, głęboko zakorzenioną w strukturach regionalnych, odzwierciedlającą wkład ERB w realizację polityk Unii Europejskiej.
W oparciu o tę wizję Rada określiła szereg krótko- i długoterminowych celów współpracy. Cele krótkoterminowe zakładają stworzenie sprawnie funkcjonującej struktury, która będzie w stanie wypracowywać i realizować wspólne projekty, dzięki czemu młodzież zostanie włączona do współpracy, a jej punkt widzenia i interesy będą promowane w Euroregionie. Cele długofalowe to m.in. zapewnienie młodzieży możliwości zaangażowania w prace Euroregionu, reprezentowanie jej interesów na forum ERB, nawiązanie/wzmocnienie kontaktów młodzieży z władzami lokalnymi, bliższa współpraca z samorządem lokalnym oraz eliminowanie uprzedzeń i stereotypów i wspieranie mobilności młodzieży.
W latach 2008 i 2009 Rada Młodzieżowa stworzyła dobrze funkcjonującą strukturę. Z własną stroną internetową i logo, stała się organizacją efektywnie promującą kwestie dotyczące młodzieży na różnych seminariach i konferencjach zarówno w ramach Euroregionu, jak i poza nim. Od 2009 roku, w ramach Programu Współpracy Transgranicznej Południowy Bałtyk, Rada realizuje projekt „Transgraniczna Współpraca i Komunikacja Młodzieży – Yc3”, którego celem jest umożliwienie młodym ludziom z regionu Morza Bałtyckiego wpływu na decyzje polityków w ważnych kwestiach dotyczących młodzieży, a także stworzenie platformy wymiany idei i pomysłów oraz współpracy w ramach różnych przedsięwzięć.

### Stały Międzynarodowy Sekretariat (SMS) i Sekretariaty Regionalne
Stały Międzynarodowy Sekretariat i Sekretariaty Regionalne są ciałami administracyjnymi Euroregionu, które są odpowiedzialne za codziennie zarządzanie i koordynację współpracy w ramach Euroregionu. SMS wspiera prezydenta i wiceprezydenta w przygotowaniu i przedkładaniu Prezydium dwuletnich planów działania oraz rocznych sprawozdań merytorycznych i finansowych; utrzymuje regularny kontakt z Sekretariatami Regionalnymi i pozostaje w ścisłym roboczym kontakcie z organizacjami członkowskimi; przygotowuje posiedzenia Prezydium; prowadzi korespondencję wewnętrzną i zewnętrzną oraz realizuje działania promocyjne i informacyjne. Siedziba Stałego Międzynarodowego Sekretariatu znajduje się w Elblągu (do grudnia 2015 mieściła się ona w Växjö przy Radzie Regionalnej Południowej Smalandii). Wszystkie organizacje członkowskie prowadzą Sekretariaty Regionalne odpowiedzialne za utrzymywanie stałych kontaktów z SMS.

## Główne obszary działania
W rezultacie strategicznego przeglądu współpracy przeprowadzonego w ERB w 2010 r., powstały dokumenty wyznaczające nowe cele i priorytetowe obszary działania. Zgodnie ze zaktualizowanym Statutem, główne cele ERB to podejmowanie wspólnych inicjatyw mających na celu wzmocnienie i promocję współpracy władz lokalnych i regionalnych w Euroregionie oraz przyczynienie się do zrównoważonego Regionu Morza Bałtyckiego, a w szczególności obszaru Południowego Bałtyku. Euroregion reprezentuje i promuje wspólne interesy organizacji członkowskich, a także występuje w ich imieniu do instytucji krajowych, europejskich i międzynarodowych, odpowiada również za wdrażanie strategicznych działań komplementarnych wobec lokalnych i regionalnych strategii regionów członkowskich oraz prowadzi zorganizowane działania na rzecz wymiany wiedzy i informacji. Nowe wspólne działania podejmowane przez ERB obejmują trzy obszary priorytetowe:
1. Lobbing
2. Działania strategiczne
3. Wymiana wiedzy i informacji

### Lobbing
Działania mają na celu wzmocnienie lobbingu Euroregionu w Unii Europejskiej i wpływu na kształt polityk unijnych takich jak: Polityka Spójności, Strategia Unii Europejskiej dla Regionu Morza Bałtyckiego, Strategia: „Europa 2020”, transport w ramach TEN-T, Polityka Rozwoju Obszarów Wiejskich, stosunki Unia Europejska-Rosja i Partnerstwo Wschodnie. Z inicjatywy Prezydium powoływane są Zespoły Zadaniowe, które planują i realizują działania lobbingowe. W celu osiągnięcia swoich celów ERB ściśle współpracuje z Komisja Europejską, Parlamentem Europejskim, Komitetem Regionów, rządami krajowymi, organizacjami bałtyckimi oraz biurami regionalnymi w Brukseli.
W celu skutecznej realizacji działań lobbingowych 29 października 2010 Rada ERB powołała trzy Zespoły Zadaniowe. Zespół Zadaniowy ds. Polityki Spójności jest odpowiedzialny za monitorowanie prac nad przyszłą polityką spójności Unii Europejskiej i ma aktywnie promować rolę Celu 3 – Europejska Współpraca Terytorialna. Zespół Zadaniowy ds. Strategii Unii Europejskiej dla Regionu Morza Bałtyckiego ma na bieżąco analizować wdrażanie Strategii i przygotować propozycje stanowiska ERB oraz opracować plan działań lobbingowych. Zespół Zadaniowy ds. organizacji Dorocznego Forum Interesariuszy ERB koordynuje przygotowania i organizacje Forum w 2011 roku.

### Działania strategiczne
Ten obszar działań ERB zaplanowany został w celu podniesienia wartości dodanej współpracy poprzez tworzenie sieci współpracy pomiędzy partnerami ERB i prowadzenie działań komplementarnych względem regionalnych strategii rozwoju. Celem jest również ożywienie współpracy w ramach ERB poprzez zaangażowanie regionalnych polityków wysokiej rangi oraz innych znaczących partnerów. Agenda ERB 2020 ustanowiła w tym zakresie trzy strategiczne cele:
- wdrażanie Wspólnego Programu Rozwoju[43],
- realizacja priorytetowych działań instytucjonalnych,
- rozwój platform wspierających inne podmioty i formy współpracy na terenie ERB.

Wspólny Program Rozwoju ERB jest ważnym elementem współpracy w ramach Euroregionu, dlatego podjęto decyzję o jego dalszym wdrażaniu. Partnerzy ERB co roku zdecydują, które z jego działań i w jaki sposób będą realizowane. Aktualnie wspierane jest Forum Wody.
Jednym z priorytetowych działań instytucjonalnych jest zbadanie możliwości utworzenia Europejskiego Ugrupowania Współpracy Terytorialnej (EUWT) na warunkach zapewniających udział wszystkich partnerów Euroregionu w celu większego zaangażowania ekspertów i w dalszej perspektywie zbudowanie Euroregionalnego think-tanku. W ramach udzielane jest wsparcie dla Rady Młodzieżowej w przygotowaniu projektu sztandarowego Strategii Bałtyckiej.
Euroregion Bałtyk wspiera, w ramach Celu 3, rozwój innych platform współpracy, działając jako instytucja ułatwiająca nawiązywanie współpracy, punkt kontaktowy oraz broker informacji w takich dziedzinach jak: współpraca instytucji publicznych, prywatnych i podmiotów naukowych, mobilność na rynku pracy, bezpieczeństwo morskie, ochrona środowiska i oszczędzanie energii, promocja inwestycji w infrastrukturę transportową oraz ułatwianie ruchu granicznego na przejściach z obwodem królewieckim.

### Wymiana wiedzy
Celem jest pogłębianie wzajemnych relacji i wzmocnienie współpracy regionów członkowskich poprzez wspólne rozwiązywanie problemów. Podejmowane będą działania takie jak stała wymiana wiedzy i informacji, zbieranie i rozpowszechnianie informacji o inicjatywach podejmowanych regionie Morza Bałtyckiego, podejmowanie działań mających na celu wzmocnienie kontaktów społeczności lokalnych z regionów ERB, gromadzenie informacji o potrzebach społeczności lokalnych w odniesieniu do współpracy transgranicznej i istniejących zasobów tej współpracy.